# Касл-Гейн (Північна Кароліна)
Касл-Гейн (англ. Castle Hayne) — переписна місцевість (CDP) в США, в окрузі Нью-Гановер штату Північна Кароліна. Населення — 1243 особи (2020).

## Географія
Касл-Гейн розташований за координатами 34°21′27″ пн. ш. 77°54′39″ зх. д. / 34.35750° пн. ш. 77.91083° зх. д. (34.357500, -77.910728).  За даними Бюро перепису населення США в 2010 році переписна місцевість мала площу 13,35 км², з яких 12,34 км² — суходіл та 1,01 км² — водойми.

## Демографія
Згідно з переписом 2010 року, у переписній місцевості мешкали 1202 особи в 503 домогосподарствах у складі 326 родин. Густота населення становила 90 осіб/км².  Було 564 помешкання (42/км²).
Расовий склад населення:
| - 80,4 % — білих - 13,1 % — чорних або афроамериканців - 0,6 % — корінних американців - 0,4 % — азіатів - 4,1 % — осіб інших рас |

До двох чи більше рас належало 1,5 %. Частка іспаномовних становила 4,7 % від усіх жителів.
За віковим діапазоном населення розподілялося таким чином: 22,9 % — особи молодші 18 років, 64,0 % — особи у віці 18—64 років, 13,1 % — особи у віці 65 років та старші. Медіана віку мешканця становила 39,2 року. На 100 осіб жіночої статі у переписній місцевості припадало 99,3 чоловіків;  на 100 жінок у віці від 18 років та старших — 98,5 чоловіків також старших 18 років.
Середній дохід на одне домашнє господарство  становив 37 385 доларів США (медіана — 35 294), а середній дохід на одну сім'ю — 44 105 доларів (медіана — 31 250). За межею бідності перебувало 26,0 % осіб, у тому числі 41,6 % дітей у віці до 18 років та 25,9 % осіб у віці 65 років та старших.
Цивільне працевлаштоване населення становило 396 осіб. Основні галузі зайнятості: роздрібна торгівля — 19,4 %, виробництво — 16,4 %, науковці, спеціалісти, менеджери — 13,4 %, мистецтво, розваги та відпочинок — 12,9 %.